# El primer hombre de Roma
El primer hombre de Roma (en inglés, The First Man in Rome) es una novela histórica de la escritora australiana Colleen McCullough. Es la primera de la serie Masters of Rome.
Algunos de los personajes destacados son principales figuras históricas del final de la República romana: Cayo Mario y Lucio Cornelio Sila, Cayo Julio César (abuelo de Cayo Julio César el conquistador de la Galia y dictador de Roma), Julia (conocida como Julia Mayor), Marco Emilio Escauro, Quinto Cecilio Metelo el Numídico, Publio Rutilio Rufo y Lucio Apuleyo Saturnino.

## Argumento
El principal argumento de la novela es el ascenso de Cayo Mario, su matrimonio con Julia, su éxito al conseguir reemplazar a Cecilio Metelo como general a cargo del teatro de guerra de Numidia, la derrota del rey Yugurta de Numidia, su reorganización del Ejército romano, sus designaciones consecutivas como cónsul romano (algo sin precedentes), su derrota a los germanos (los teutones, los cimbros y una conferederacion de otras tribus que incluía a marcomanos, queruscos y tigurinos), así como su relación con su subordinado y amigo cercano Sila. En definitiva, el argumento de la novela puede resumirse en el ascenso político y social de Cayo Mario hasta la consecución a ojos de sus contemporáneos del estatus tácito de Primer Hombre de Roma que tanto ansía.
Sin embargo, aunque Mario puede ser considerado el protagonista, Sila ocasionalmente se convierte en figura central de la narración; hay varios fragmentos de cierta extensión dedicadas a su recuperación económica a través del asesinato de dos mujeres adineradas con las que vive, su uso de la recién hallada riqueza para establecerse políticamente, su relación homosexual con el niño-actor griego Metrobio, y su matrimonio con Julilla (personaje posiblemente ficticio), una hermana de Julia. McCullough explica que, aunque se sabe que la primera esposa de Sila fue una Julia, no se sabe a qué rama de la familia de los Julios pertenecía, pero es cierto que era pariente de la Julia más conocida, la esposa de Mario, de ahí la decisión de asignarle un papel en la novela de una hermana menor. 
Una tercera línea argumental se centra en las figuras de Marco Livio Druso y su hermana Livia Drusa que aparecerán de manera más destacada en La corona de hierba: y su propia amistad, creciente, con la familia Servilio Cepión que dio lugar a un doble matrimonio, lo que demuestra ser desastroso cuando Quinto Servilio Cepión Senior no sólo es acusado de malversación más dinero del que había en el tesoro romano, pero también es responsable de la mayor derrota de Roma en generaciones -la batalla de Arausio-, una derrota que también arruina a los líderes conservadores del Senado lo que permite a Mario conseguir el poder antes de lo que esperaba, y durante mayor tiempo.
Gran parte de la narración se relata en forma de cartas entre los protagonistas, Mario, Sila, César el Viejo y frecuentemente su amigo Publio Rutilio Rufo, él mismo un hombre con alianzas divididas: conservador por instinto, pero partidario de Mario por amistad.
La novela se cierra con el sexto consulado de Mario, en el que quedó patente que no era tan hábil políticamente como militarmente: y el tribuno cuya ayuda necesita, Saturnino, tiene sus propios objetivos, lo que lleva a una insurrección armada que el propio Mario tiene que aplastar. Además, sufre un infarto en el verano, aunque se recupera plenamente. Marcado por su relación con Saturnino, su carrera política parece terminada: pero después de combatir juntos en muchas batallas, hay razones para que Mario y Sila confíen en que Roma tendrá paz durante algunos años.

## Otros personajes mencionados
- Quinto Sertorio sobrino de Mario
- Marco Livio Druso, futuro tribuno de la plebe

## Episodios históricos
- Guerra de Yugurta
- Batalla de Arausio
- Batalla de Aguas Sextias
- Batalla de Vercelas
- Revolución de Saturnino

## Algunas familias famosas del final de la República Romana
- Datos: Q7734156